# Мамонтов, Яков Андреевич
Яков Андреевич Мамонтов (укр. Яків Андрійович Мамонтів; 20 октября (8 октября) 1888, хутор Стреличный Харьковская губерния — 31 января 1940, Харьков) — украинский советский драматург, поэт, прозаик, театровед.

## Биография
Родился в крестьянской семье. Окончил Дергачевское сельхозучилище, два года работал агрономом в Курской губернии. Позже учился в Киевском и в 1911—1914 — Московском коммерческих институтах. Кандидат наук.
Участник Первой мировой войны. После февральской революции 1917 года некоторое время был членом Осташевского полкового комитета солдатских депутатов. Демобилизовался из царской армии в 1917. С начала 1920 г. — преподаватель факультета социального воспитания Харьковского института народного образования.
Во второй половине 1920 гг. — преподаватель Харьковского музыкально-драматического института.

## Творчество
Драматургической и литературной деятельностью начал заниматься в 1907 году. Первый рассказ «Под чёрными тучами» опубликован в 1907. Написал лирическую драму «Девушка с арфой», затем пьесы «Весёлый хам» (1921), «Над бездной» (1922) и др. Осуждая интеллигентский индивидуализм, разоблачая украинских националистов, автор обращался к абстрактно-символической образности.
Событиям Октябрьской революции и гражданской войны посвящены его пьесы: «До третьих петухов» (1925), «Батальон мёртвых» (1926), «Республика на колёсах» (1928, харьковский краснозаводский театр). Борьба двух миров часто выражена в пьесах Я. Мамонтова, написанных в 1920-х гг., в условной, абстрагированной от действительности форме («Когда народ освобождается», 1923, Театр им. Франко, 1929). Он автор комедии «Розовая паутина» (1928), направленной против мещанства (1926—1927, Одесский театр им. Октябрьской революции), сатиры «Гетманщина» (1930—1939).
В пьесах 1930-х гг. показано сопротивление кулачества народной власти («Его собственность», 1929), колхозной жизни («Свой человек», 1936), новые моральные отношения в семье («Архитектор Шалько», 1935).
Я. Мамонтов — автор инсценировок произведений И. Франко, М. Коцюбинского.
Автор работ по вопросам теории и истории драматургии и театра, полемических статей о путях развития украинского театра (собраны в книге «Театральная публицистика» (1967).